# Joshua Kennedy
Joshua Blake Kennedy (Wodonga, 20 agosto 1982) è un ex calciatore australiano, di ruolo attaccante.

## Carriera
Ha giocato con la nazionale Under-17 al mondiale del 1999 in Nuova Zelanda, dove la squadra si classificherà seconda, nella samifinale che si concluderà per 2-2 contro gli Stati Uniti, sarà l'Australia a vincere ai rigori e Kennedy segnerà dal dischetto la rete del 7-6 che sancirà la vittoria e la qualificazione alla finale.
Dopo aver giocato in Australia nel Carlton, si è trasferito in Germania nel 2002, dove, dopo aver giocato con le maglie di Wolfsburg (in Bundesliga), Stuttgarter Kickers, Colonia, Dinamo Dresda, è stato acquistato dal Norimberga nell'estate 2006. Nel gennaio 2008 si trasferisce al Karlsruhe. Nel 2010 decide di passare alla squadra nipponica del Nagoya Grampus; all'esordio riesce anche a segnare una rete.
Il 5 giugno 2011 con la maglia della Nazionale australiana sigla una doppietta nell'incontro amichevole giocato con la Nuova Zelanda; si tratta della prima doppietta messa a segno con la maglia della Nazionale australiana in una gara ufficiale.
Con la maglia della Nazionale australiana ha partecipato al campionato del mondo 2006 in Germania. Il 18 giugno 2013, nella partita Australia-Iraq, ha messo ha segno il gol che ha portato la sua nazionale al passaggio dei gironi e quindi alla qualificazione ai mondiali brasiliani del 2014.

## Statistiche

### Presenze e reti nei club
Statistiche aggiornate al 24 maggio 2015.
| Stagione              | Squadra               | Campionato            | Campionato | Campionato | Coppe nazionali | Coppe nazionali | Coppe nazionali | Coppe continentali | Coppe continentali | Coppe continentali | Altre coppe | Altre coppe | Altre coppe | Totale | Totale |
| Stagione              | Squadra               | Comp                  | Pres       | Reti       | Comp            | Pres            | Reti            | Comp               | Pres               | Reti               | Comp        | Pres        | Reti        | Pres   | Reti   |
| --------------------- | --------------------- | --------------------- | ---------- | ---------- | --------------- | --------------- | --------------- | ------------------ | ------------------ | ------------------ | ----------- | ----------- | ----------- | ------ | ------ |
| 1999-2000             | Carlton               | NSL                   | 4          | 0          | -               | -               | -               | -                  | -                  | -                  | -           | -           | -           | 4      | 0      |
| 2000-2001             | Wolfsburg             | BL                    | 1          | 0          | CG              | 0               | 0               | Int                | 0                  | 0                  | -           | -           | -           | 1      | 0      |
| 2001-2002             | Wolfsburg             | BL                    | 7          | 2          | CG              | 1               | 2               | Int                | 1                  | 0                  | -           | -           | -           | 9      | 4      |
| Totale Wolfsburg      | Totale Wolfsburg      | Totale Wolfsburg      | 8          | 2          |                 | 1               | 2               |                    | 1                  | 0                  |             | -           | -           | 10     | 4      |
| 2000-2001             | Wolfsburg II          | OL                    | 14         | 3          | -               | -               | -               | -                  | -                  | -                  | -           | -           | -           | 14     | 3      |
| 2001-2002             | Wolfsburg II          | OL                    | 19         | 9          | CG              | 1               | 0               | -                  | -                  | -                  | -           | -           | -           | 20     | 9      |
| Totale Wolfsburg II   | Totale Wolfsburg II   | Totale Wolfsburg II   | 33         | 12         |                 | 1               | 0               |                    | -                  | -                  |             | -           | -           | 34     | 12     |
| 2002-2003             | Kickers Stoccarda     | RL                    | 23         | 1          | -               | -               | -               | -                  | -                  | -                  | -           | -           | -           | 23     | 1      |
| 2002-2003             | Kickers Stoccarda II  | OL                    | 1          | 0          | -               | -               | -               | -                  | -                  | -                  | -           | -           | -           | 1      | 0      |
| 2003-2004             | Colonia               | BL                    | 4          | 0          | CG              | 0               | 0               | -                  | -                  | -                  | -           | -           | -           | 4      | 0      |
| 2003-2004             | Colonia II            | RL                    | 23         | 9          | -               | -               | -               | -                  | -                  | -                  | -           | -           | -           | 23     | 9      |
| 2004-2005             | Dinamo Dresda         | 2L                    | 34         | 9          | CG              | 1               | 0               | -                  | -                  | -                  | -           | -           | -           | 35     | 9      |
| 2005-2006             | Dinamo Dresda         | 2L                    | 26         | 7          | CG              | 1               | 0               | -                  | -                  | -                  | -           | -           | -           | 27     | 7      |
| Totale Norimberga     | Totale Norimberga     | Totale Norimberga     | 60         | 16         |                 | 2               | 0               |                    | -                  | -                  |             | -           | -           | 62     | 16     |
| 2006-2007             | Norimberga            | BL                    | 0          | 0          | CG              | 0               | 0               | -                  | -                  | -                  | -           | -           | -           | 0      | 0      |
| 2007-gen. 2008        | Norimberga            | BL                    | 12         | 1          | CG+CdL          | 2+1             | 1+0             | CU                 | 3                  | 0                  | -           | -           | -           | 18     | 2      |
| Totale Norimberga     | Totale Norimberga     | Totale Norimberga     | 12         | 1          |                 | 3               | 1               |                    | 3                  | 0                  |             | -           | -           | 18     | 2      |
| 2007-gen. 2008        | Norimberga II         | OL                    | 3          | 3          | -               | -               | -               | -                  | -                  | -                  | -           | -           | -           | 3      | 3      |
| gen.-giu. 2008        | Karlsruhe             | BL                    | 10         | 4          | CG+CdL          | -               | -               | -                  | -                  | -                  | -           | -           | -           | 10     | 4      |
| 2008-2009             | Karlsruhe             | BL                    | 23         | 2          | CG              | 3               | 0               | -                  | -                  | -                  | -           | -           | -           | 26     | 2      |
| Totale Karlsruhe      | Totale Karlsruhe      | Totale Karlsruhe      | 33         | 6          |                 | 3               | 0               |                    | -                  | -                  |             | -           | -           | 36     | 6      |
| lug.-dic. 2009        | Nagoya Grampus        | J1                    | 15         | 6          | CG+CdL          | 4+1             | 3+0             | ACL                | 4                  | 3                  | -           | -           | -           | 24     | 12     |
| 2010                  | Nagoya Grampus        | J1                    | 31         | 17         | CG+CdL          | 1+0             | 1+0             | -                  | -                  | -                  | -           | -           | -           | 32     | 18     |
| 2011                  | Nagoya Grampus        | J1                    | 31         | 19         | CG+CdL          | 0               | 0               | ACL                | 4                  | 0                  | SG          | 1           | 0           | 36     | 19     |
| 2012                  | Nagoya Grampus        | J1                    | 18         | 5          | CG+CdL          | 1+0             | 0               | ACL                | 4                  | 1                  | -           | -           | -           | 23     | 6      |
| 2013                  | Nagoya Grampus        | J1                    | 27         | 12         | CG+CdL          | 0+2             | 0               | -                  | -                  | -                  | -           | -           | -           | 29     | 12     |
| 2014                  | Nagoya Grampus        | J1                    | 11         | 5          | CG+CdL          | 0               | 0               | -                  | -                  | -                  | -           | -           | -           | 11     | 5      |
| Totale Nagoya Grampus | Totale Nagoya Grampus | Totale Nagoya Grampus | 133        | 64         |                 | 9               | 4               |                    | 12                 | 4                  |             | 1           | 0           | 155    | 72     |
| gen.-giu. 2015        | Melbourne City        | AL                    | 10+2       | 1+1        | -               | -               | -               | -                  | -                  | -                  | -           | -           | -           | 12     | 2      |
| Totale carriera       | Totale carriera       | Totale carriera       | 349        | 116        |                 | 19              | 7               |                    | 16                 | 4                  |             | 1           | 0           | 385    | 127    |

### Cronologia presenze e reti in nazionale
| Cronologia completa delle presenze e delle reti in nazionale ― Australia | Cronologia completa delle presenze e delle reti in nazionale ― Australia | Cronologia completa delle presenze e delle reti in nazionale ― Australia | Cronologia completa delle presenze e delle reti in nazionale ― Australia | Cronologia completa delle presenze e delle reti in nazionale ― Australia | Cronologia completa delle presenze e delle reti in nazionale ― Australia | Cronologia completa delle presenze e delle reti in nazionale ― Australia | Cronologia completa delle presenze e delle reti in nazionale ― Australia |
| Data                                                                     | Città                                                                    | In casa                                                                  | Risultato                                                                | Ospiti                                                                   | Competizione                                                             | Reti                                                                     | Note                                                                     |
| ------------------------------------------------------------------------ | ------------------------------------------------------------------------ | ------------------------------------------------------------------------ | ------------------------------------------------------------------------ | ------------------------------------------------------------------------ | ------------------------------------------------------------------------ | ------------------------------------------------------------------------ | ------------------------------------------------------------------------ |
| 7-6-2006                                                                 | Ulma                                                                     | Liechtenstein                                                            | 1 – 3                                                                    | Australia                                                                | Amichevole                                                               | 1                                                                        | 58’                                                                      |
| 12-6-2006                                                                | Kaiserslautern                                                           | Australia                                                                | 3 – 1                                                                    | Giappone                                                                 | Mondiali 2006 - 1º turno                                                 | -                                                                        | 61’                                                                      |
| 22-6-2006                                                                | Stoccarda                                                                | Croazia                                                                  | 2 – 2                                                                    | Australia                                                                | Mondiali 2006 - 1º turno                                                 | -                                                                        | 75’                                                                      |
| 11-9-2007                                                                | Melbourne                                                                | Australia                                                                | 0 – 1                                                                    | Argentina                                                                | Amichevole                                                               | -                                                                        | 82’                                                                      |
| 6-2-2008                                                                 | Melbourne                                                                | Australia                                                                | 3 – 0                                                                    | Qatar                                                                    | Qual. Mondiali 2010                                                      | 1                                                                        | 70’                                                                      |
| 7-6-2008                                                                 | Dubai                                                                    | Iraq                                                                     | 1 – 0                                                                    | Australia                                                                | Qual. Mondiali 2010                                                      | -                                                                        | 64’                                                                      |
| 19-8-2008                                                                | Londra                                                                   | Australia                                                                | 2 – 2                                                                    | Sudafrica                                                                | Amichevole                                                               | 1                                                                        | 46’                                                                      |
| 6-9-2008                                                                 | Eindhoven                                                                | Paesi Bassi                                                              | 1 – 2                                                                    | Australia                                                                | Amichevole                                                               | 1                                                                        | 78’                                                                      |
| 15-10-2008                                                               | Brisbane                                                                 | Australia                                                                | 4 – 0                                                                    | Qatar                                                                    | Qual. Mondiali 2010                                                      | 1                                                                        |                                                                          |
| 19-11-2008                                                               | Manama                                                                   | Bahrein                                                                  | 0 – 1                                                                    | Australia                                                                | Qual. Mondiali 2010                                                      | -                                                                        |                                                                          |
| 11-2-2009                                                                | Yokohama                                                                 | Giappone                                                                 | 0 – 0                                                                    | Australia                                                                | Qual. Mondiali 2010                                                      | -                                                                        | 85’                                                                      |
| 1-4-2009                                                                 | Sydney                                                                   | Australia                                                                | 1 – 0                                                                    | Uzbekistan                                                               | Qual. Mondiali 2010                                                      | 1                                                                        | 61’                                                                      |
| 6-6-2009                                                                 | Doha                                                                     | Qatar                                                                    | 0 – 0                                                                    | Australia                                                                | Qual. Mondiali 2010                                                      | -                                                                        |                                                                          |
| 17-6-2009                                                                | Melbourne                                                                | Australia                                                                | 2 – 1                                                                    | Giappone                                                                 | Qual. Mondiali 2010                                                      | -                                                                        |                                                                          |
| 5-9-2009                                                                 | Seul                                                                     | Arabia Saudita                                                           | 3 – 1                                                                    | Australia                                                                | Amichevole                                                               | -                                                                        |                                                                          |
| 10-10-2009                                                               | Sydney                                                                   | Australia                                                                | 0 – 0                                                                    | Paesi Bassi                                                              | Amichevole                                                               | -                                                                        | 46’                                                                      |
| 14-10-2009                                                               | Melbourne                                                                | Australia                                                                | 1 – 0                                                                    | Oman                                                                     | Qual. Coppa d'Asia 2011                                                  | -                                                                        |                                                                          |
| 3-3-2010                                                                 | Brisbane                                                                 | Australia                                                                | 1 – 0                                                                    | Indonesia                                                                | Qual. Coppa d'Asia 2011                                                  | -                                                                        |                                                                          |
| 1-6-2010                                                                 | Roodepoort                                                               | Australia                                                                | 1 – 0                                                                    | Danimarca                                                                | Amichevole                                                               | 1                                                                        |                                                                          |
| 5-6-2010                                                                 | Roodepoort                                                               | Stati Uniti                                                              | 3 – 1                                                                    | Australia                                                                | Amichevole                                                               | -                                                                        | 71’                                                                      |
| 19-6-2010                                                                | Johannesburg                                                             | Ghana                                                                    | 1 – 1                                                                    | Australia                                                                | Mondiali 2010 - 1º turno                                                 | -                                                                        | 68’                                                                      |
| 23-6-2010                                                                | Nelspruit                                                                | Australia                                                                | 2 – 1                                                                    | Serbia                                                                   | Mondiali 2010 - 1º turno                                                 | -                                                                        |                                                                          |
| 9-10-2010                                                                | Sydney                                                                   | Australia                                                                | 1 – 0                                                                    | Paraguay                                                                 | Amichevole                                                               | -                                                                        | 60’                                                                      |
| 5-6-2011                                                                 | Adelaide                                                                 | Australia                                                                | 3 – 0                                                                    | Nuova Zelanda                                                            | Amichevole                                                               | 2                                                                        | 51’                                                                      |
| 2-9-2011                                                                 | Brisbane                                                                 | Australia                                                                | 2 – 1                                                                    | Thailandia                                                               | Qual. Mondiali 2014                                                      | 1                                                                        |                                                                          |
| 6-9-2011                                                                 | Dammam                                                                   | Arabia Saudita                                                           | 1 – 3                                                                    | Australia                                                                | Qual. Mondiali 2014                                                      | 2                                                                        | 89’                                                                      |
| 7-10-2011                                                                | Canberra                                                                 | Australia                                                                | 5 – 0                                                                    | Malaysia                                                                 | Amichevole                                                               | 2                                                                        | 46’                                                                      |
| 11-10-2011                                                               | Sydney                                                                   | Australia                                                                | 3 – 0                                                                    | Oman                                                                     | Qual. Mondiali 2014                                                      | 1                                                                        | 41’ 90+1’                                                                |
| 11-11-2011                                                               | Mascate                                                                  | Oman                                                                     | 1 – 0                                                                    | Australia                                                                | Qual. Mondiali 2014                                                      | -                                                                        |                                                                          |
| 15-11-2011                                                               | Bangkok                                                                  | Thailandia                                                               | 0 – 1                                                                    | Australia                                                                | Qual. Mondiali 2014                                                      | -                                                                        | 85’                                                                      |
| 18-6-2013                                                                | Sydney                                                                   | Australia                                                                | 1 – 0                                                                    | Iraq                                                                     | Qual. Mondiali 2014                                                      | 1                                                                        | 78’                                                                      |
| 7-9-2013                                                                 | Brasilia                                                                 | Brasile                                                                  | 6 – 0                                                                    | Australia                                                                | Amichevole                                                               | -                                                                        | 78’                                                                      |
| 11-10-2013                                                               | Parigi                                                                   | Francia                                                                  | 6 – 0                                                                    | Australia                                                                | Amichevole                                                               | -                                                                        | 79’                                                                      |
| 15-10-2013                                                               | Londra                                                                   | Canada                                                                   | 0 – 3                                                                    | Australia                                                                | Amichevole                                                               | 1                                                                        | 63’                                                                      |
| 19-11-2013                                                               | Sydney                                                                   | Australia                                                                | 1 – 0                                                                    | Costa Rica                                                               | Amichevole                                                               | -                                                                        | 77’                                                                      |
| 26-5-2014                                                                | Sydney                                                                   | Australia                                                                | 1 – 1                                                                    | Sudafrica                                                                | Amichevole                                                               | -                                                                        | 85’                                                                      |
| Totale                                                                   |                                                                          | Presenze                                                                 | 36                                                                       |                                                                          | Reti                                                                     | 17                                                                       |                                                                          |

## Palmarès

### Club
- Coppa di Germania: 1

Norimberga: 2006-2007
- Campionato giapponese: 1

Nagoya: 2010

### Individuale
- Capocannoniere del campionato giapponese: 1

2010